# اوکونک
اوکونک (به لاتین: Okonek) یک شهر و گمینا در لهستان است که در گمینا اوکونک واقع شده‌است. اوکونک ۶٫۰۱ کیلومتر مربع مساحت و ۳٬۸۲۷ نفر جمعیت دارد.

## خواهرخوانده
شهرهای شتوکلسدورف و اهرنسباک خواهرخوانده‌های اوکونک هستند.